# جورج هيرمان بابكوك
جورج هيرمان بابكوك (بالإنجليزية: George Herman Babcock) هو مخترِع ومهندس ورائد أعمال أمريكي، ولد في 17 يونيو 1832 في Unadilla Forks, New York ‏ في الولايات المتحدة، وتوفي في 16 ديسمبر 1893 في بلينفيلد في الولايات المتحدة.